# Deutsches Primatenzentrum
Koordinaten: 51° 33′ 41″ N, 9° 57′ 8″ O

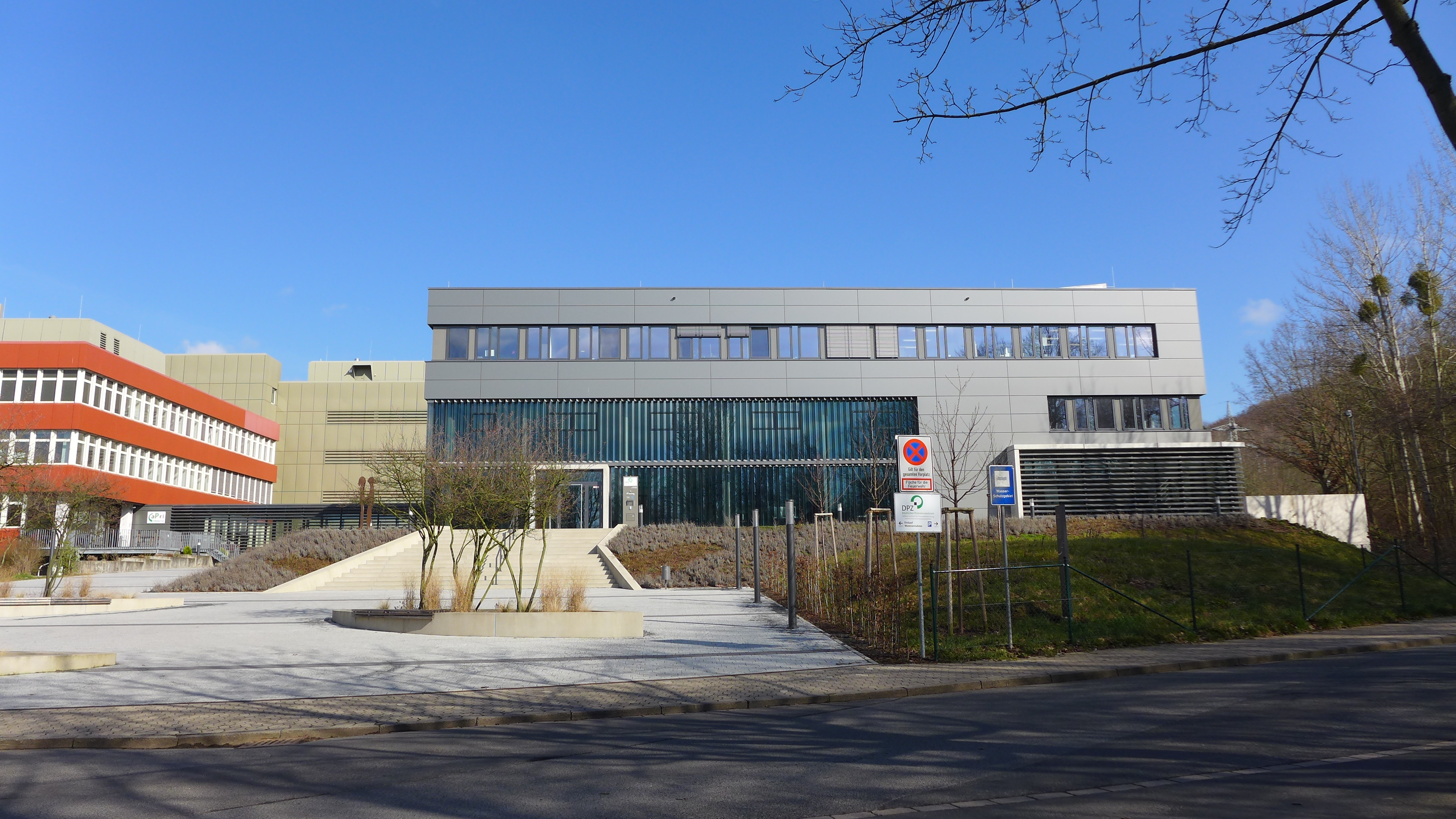
Haupteingang des DPZ

Das Deutsche Primatenzentrum GmbH (DPZ), Leibniz-Institut für Primatenforschung, wurde 1977 als ein eigenständiges Forschungsinstitut mit Dienstleistungscharakter für die deutsche Wissenschaft in Göttingen gegründet. Das Zentrum hält etwa 1.300 Affen (Stand 2017), die für eigene Forschung eingesetzt werden und auch an andere tierexperimentelle Einrichtungen abgegeben werden. 
Das DPZ ist ein Mitglied der Leibniz-Gemeinschaft und wird anteilig vom Bund und von den Ländern grundfinanziert. Zusätzlich werden ca. 40 % des ca. 15 Millionen Euro umfassenden Etats von den Wissenschaftlern des Hauses von Forschungsförderungs-Organisationen eingeworben. Wissenschaftlicher Direktor ist der Neurobiologe und Mitglied der Nationalen Akademie der Wissenschaften Leopoldina Stefan Treue (Stand: März 2025).

## Forschungsfelder
Die am DPZ durchgeführten Tierversuche an Primaten sollen der Bearbeitung grundlagenorientierter biologischer und biomedizinischer Fragestellungen dienen. Auch das Studium und der Erhalt frei lebender Primatenpopulationen und die Verbesserung der Haltung von Tieren gehören zum Forschungsspektrum des DPZ.
Die Forschungsfelder des Zentrums sind gegliedert in drei Schwerpunkte: 
- Organismische Primatenbiologie (Forschung zu Verhalten, Biodiversität, Sozialbeziehungen, Kognition und Kommunikation verschiedener Primatenarten häufig aus einer ökologischen und evolutionären Perspektive; Erforschung von Verwandtschaftsbeziehungen auf genetischer Ebene)
- Neurowissenschaften (Untersuchungen zu Informationsverarbeitung, Entscheidungsfindung, Planung und Ausführung von Bewegungsabläufen sowie Struktur, Stoffwechsel und Funktionen des Gehirns; Erforschung des Hörsystems mit optogenetischen Cochlea-Implantaten)
- Infektionsforschung (Erforschung viraler Infektionskrankheiten sowie Prionenerkrankungen mit dem Fokus auf angeborene Immunität und Virus-Wirt-Interaktionen auf zellulärer Ebene; Untersuchung von Herz-Kreislauf-Erkrankungen)

Im Jahr 2016 haben Forscher vom Deutschen Primatenzentrum drei neue Affenarten auf Madagaskar entdeckt.

## Kooperationen
Das DPZ ist durch vielfältige Kooperationen eng in den Forschungsstandort Göttingen eingebunden. So sind die Abteilungsleiter gleichzeitig Professoren der Universität Göttingen oder der Tierärztlichen Hochschule Hannover.

## Tierversuche an Primaten
Tierversuche sind umstritten. Werden Primaten als Versuchstiere eingesetzt, gibt es unterschiedliche ethische Bewertungen. So werfen Tierschützer dem Zentrum vor, die durchgeführten Versuche seien für die Tiere mit „schweren Schmerzen, Leiden und Schäden verbunden“, ohne dabei einen direkten medizinischen Nutzen für den Menschen zu haben. Die Forschungen seien daher „sinnlos und grausam“. Stefan Treue, Leiter des Zentrums, betont dagegen, das DPZ bemühe sich, „die Tierversuche so wenig belastend wie möglich zu gestalten.“ Zudem nennt er Erfolge vor allem in der Infektionsforschung und den Neurowissenschaften. Neben dem eigenen Bestand werden Tiere aus Asien und Afrika importiert. Etwa 100 bis 200 Affen sind für Versuche gemeldet.
Jährlich werden seit 2019 durchschnittlich 98 Affen für Versuche eingesetzt. Insgesamt wurden 73 Tiere im Jahr 2023 eingeschläfert.

## Forschungsstationen
Das DPZ betreibt vier Forschungsstationen, an denen Primaten in ihren natürlichen Lebensräumen erforscht werden:
- Feldstation Estación Biológica Quebrada Blanco (EBQB) Am Amazonas in Peru, gegründet 1984 vom Proyecto Peruano de Primatología (PPP). Seit 1985 werden ökologische und ethologische Untersuchungen an Neuweltaffen durchgeführt.[12]
- Feldstation Kirindy im Forêt de Kirindy im Westen von Madagaskar, gegründet 1993. Untersucht wird die Ökologie und das Verhalten von den acht dort lebenden Lemurenarten.[13][14]
- Feldstation „Centre de Recherche de Primatologie (CRP) Simenti“ im Niokolo Koba Nationalpark im Senegal, gegründet 2007. Untersucht werden eine mehr als 300 Tiere große Gruppe Guineapaviane sowie Grüne Meerkatzen.[15]
- Die Forschungsstation Phu Khieo Wildlife Sanctuary (PKWS) liegt im nordöstlichen Thailand, wird seit 2015 vom DPZ betrieben. Die Wissenschaftler erforschen dort das Sozialverhalten von Assammakaken.[16]